# Mistrzostwa Świata Juniorów w Narciarstwie Klasycznym 1992
Mistrzostwa Świata Juniorów w Narciarstwie Klasycznym 1992 – zawody sportowe, które odbyły się w dniach 18 - 22 marca 1992 r. w fińskim Vuokatti. Podczas mistrzostw zawodnicy rywalizowali w 10 konkurencjach, w trzech dyscyplinach klasycznych: skokach narciarskich, kombinacji norweskiej oraz w biegach narciarskich. W tabeli medalowej zwyciężyła reprezentacja gospodarzy, której zawodnicy zdobyli 3 złote i 2 srebrne medale.

## Program
18 marca
- Biegi narciarskie - 5 kilometrów (K), 10 kilometrów (M)
- Skoki narciarskie - skocznia normalna drużynowo (M)

19 marca
- Kombinacja norweska - skocznia normalna, 10 kilometrów indywidualnie (M)

20 marca
- Biegi narciarskie - sztafeta 4x5 kilometrów (K), 4x10 kilometrów (M)

21 marca
- Skoki narciarskie - skocznia normalna indywidualnie (M)

22 marca
- Kombinacja norweska - skocznia normalna, 3x10 kilometrów drużynowo (M)
- Biegi narciarskie - 15 kilometrów (K), 30 kilometrów (M)

## Medaliści

### Biegi narciarskie
Mężczyźni
| Konkurencja                      | Data          | Złoto                                                                            | Srebro                                                              | Brąz                                                                               |
| -------------------------------- | ------------- | -------------------------------------------------------------------------------- | ------------------------------------------------------------------- | ---------------------------------------------------------------------------------- |
| Bieg na 10 km techniką klasyczną | 18 marca 1992 | Mathias Fredriksson                                                              | Thomas Alsgaard                                                     | Ryszard Łabaj                                                                      |
| Bieg na 30 km techniką dowolną   | 22 marca 1992 | Mathias Fredriksson                                                              | Giorgio Di Centa                                                    | Stanislav Ježík                                                                    |
| Bieg sztafetowy 4x10 km          | 20 marca 1992 | Szwecja Daniel Gideonsson · John Vikman · Morgan Göransson · Mathias Fredriksson | Finlandia Lasse Pylväs · Mika Viitala · Kim Mustonen · Aki Partanen | Włochy Fabio Agostino · Reinhold Schwienbacher · Giorgio Di Centa · Cristian Zorzi |

Kobiety
| Konkurencja                     | Data          | Złoto                                                                            | Srebro                                                                                    | Brąz                                                            |
| ------------------------------- | ------------- | -------------------------------------------------------------------------------- | ----------------------------------------------------------------------------------------- | --------------------------------------------------------------- |
| Bieg na 5 km techniką klasyczną | 18 marca 1992 | Kateřina Neumannová                                                              | Bente Martinsen                                                                           | Karin Säterkvist                                                |
| Bieg na 15 km technika dowolną  | 22 marca 1992 | Olga Korniejewa                                                                  | Anke Reschwamm                                                                            | Iveta Zelingerová                                               |
| Bieg sztafetowy 4x5 km          | 20 marca 1992 | Finlandia Satu Salonen · Marianne Hyvärinen · Johanna Lindholm · Ann-Mary Ähtävä | Czechosłowacja Martina Chlumová · Kateřina Neumannová · Lucie Klusová · Iveta Zelingerová | Szwecja Annika Asklund · Sara Hugg · Elin Ek · Karin Säterkvist |

### Skoki narciarskie
Mężczyźni
| Konkurencja                       | Data          | Złoto                                                                 | Srebro                                                                   | Brąz                                                                 |
| --------------------------------- | ------------- | --------------------------------------------------------------------- | ------------------------------------------------------------------------ | -------------------------------------------------------------------- |
| Skocznia normalna - indywidualnie | 21 marca 1992 | Toni Nieminen                                                         | Sylvain Freiholz                                                         | Martin Höllwarth                                                     |
| Skocznia normalna - drużynowo     | 18 marca 1992 | Finlandia Jani Salo · Olli Happonen · Janne Väätäinen · Toni Nieminen | Norwegia Jørgen Halvorsen · Bengt Heiestad · Knut Müller · Lasse Ottesen | Niemcy Rico Meinel · Timo Wangler · Ronny Hornschuh · Sven Hannawald |

### Kombinacja norweska
Mężczyźni
| Konkurencja                                      | Data          | Złoto                                                   | Srebro                                                | Brąz                                                   |
| ------------------------------------------------ | ------------- | ------------------------------------------------------- | ----------------------------------------------------- | ------------------------------------------------------ |
| Skocznia normalna, bieg na 10 km - indywidualnie | 19 marca 1992 | Halldor Skard                                           | Teemu Summanen                                        | Jens Deimel                                            |
| Skocznia normalna, bieg na 3x10 km - drużynowo   | 22 marca 1992 | Norwegia Glenn Skram · Thomas Vesteraas · Halldor Skard | Niemcy Jens Deimel · Christian Dold · Christoph Braun | Francja Jérôme Ziglioli · Étienne Gouy · Frédéric Baud |

## Tabela medalowa
| Klasyfikacja medalowa | Klasyfikacja medalowa | Klasyfikacja medalowa | Klasyfikacja medalowa | Klasyfikacja medalowa | Klasyfikacja medalowa |
| Lp.                   | Państwo               | złoto                 | srebro                | brąz                  | złoto · srebro · brąz |
| --------------------- | --------------------- | --------------------- | --------------------- | --------------------- | --------------------- |
| 1.                    | Finlandia             | 3                     | 2                     | 0                     | 5                     |
| 2.                    | Szwecja               | 3                     | 0                     | 2                     | 5                     |
| 3.                    | Norwegia              | 2                     | 3                     | 0                     | 5                     |
| 4.                    | Czechosłowacja        | 1                     | 1                     | 2                     | 4                     |
| 5.                    | Rosja                 | 1                     | 0                     | 0                     | 1                     |
| 6.                    | Niemcy                | 0                     | 2                     | 2                     | 4                     |
| 7.                    | Włochy                | 0                     | 1                     | 1                     | 2                     |
| 8.                    | Szwajcaria            | 0                     | 1                     | 0                     | 1                     |
| 9.                    | Austria               | 0                     | 0                     | 1                     | 1                     |
| 9.                    | Francja               | 0                     | 0                     | 1                     | 1                     |
| 9.                    | Polska                | 0                     | 0                     | 1                     | 1                     |